# Carlo Molfetta
Carlo Molfetta (Mesagne, 15 febbraio 1984) è un ex taekwondoka italiano, dal 2017 team manager della Nazionale italiana di taekwondo; è stato in precedenza capitano della Nazionale italiana di taekwondo, campione olimpico nella categoria +80 kg ai Giochi olimpici di Londra 2012.

## Carriera
Nato nella città di Mesagne (BR), muove i suoi primi passi nel taekwondo sotto la guida del maestro Roberto Baglivo, che allena i ragazzi di una delle più importanti palestre d'Italia.
Nel 2000, vince il Campionato Mondiale Juniores e l'anno successivo si piazza secondo ai Mondiali Seniores, quando ha ancora 17 anni. Nell'agosto del 2001 si trasferisce definitivamente a Roma, presso il Centro di Preparazione Olimpica dell'Acqua Acetosa, inserendosi in pianta stabile nel Raduno Permanente. Termina gli studi presso il Liceo Scientifico Comparato "Pirandello" di Roma e nel 2004 partecipa alle Olimpiadi di Atene, ma, causa la giovanissima età, non riesce a centrare la medaglia olimpica. La sua carriera agonistica procede tra importanti risultati Internazionali e Nazionali e gravi infortuni, che gli impediscono, tra le altre cose, la partecipazione alle Olimpiadi di Pechino 2008. Nel 2011, recuperata finalmente la forma fisica, conquista nuovamente il pass Olimpico alle Qualificazioni Continentali di Kazan (Russia) nella categoria dei pesi massimi.
L'11 agosto 2012 a Londra conquista la medaglia d'oro nella categoria +80 kg ai Giochi olimpici di Londra 2012, battendo Anthony Obame, atleta del Gabon, per preferenza arbitrale dopo che i tempi regolamentari e supplementari erano finiti 9-9.

Nel settembre del 2016 ha annunciato il suo ritiro dall'attività agonistica, e il giorno 8 febbraio 2017 la Federazione Italiana Taekwondo ha annunciato di avergli affidato il ruolo di Team Manager della Nazionale Italiana di Taekwondo Si è inoltre dedicato alla promozione della sua arte marziale tra i giovanissimi.
Nel 2020 è nominato, quale delegato della Commissione nazionale atleti del CONI, membro del comitato incaricato di assegnare i vitalizi previsti dalla legge Giulio Onesti.

## Palmarès
In carriera ha ottenuto i seguenti risultati:
 Giochi olimpici 
- Oro nella categoria +80 kg a Londra 2012

 Mondiali 
- Argento nella categoria -67 kg a Jeju 2001
- Argento nella categoria -87 kg a Copenaghen 2009
- Bronzo nella categoria -87 kg a Gyeongju 2011

 Coppa del Mondo 
- nella classifica generale di taekwondo 2001-02

 Europei 
- Oro nella categoria -87 kg a San Pietroburgo 2010
- Argento nella categoria -72 kg a Lillehammer 2004
- Bronzo nella categoria -72 kg a Riga 2005
- Bronzo nella categoria -87 kg a Manchester 2012

 Universiadi 
- Oro  nella categoria -72 kg a Taegu 2003

 Mondiali militari 
- Oro nella categoria -87 kg a Canada 2010
- Argento nella categoria -87 kg a Seoul 2008

 Altri risultati 
Mondiali giovanili
- Oro a Killarney 2000

Open
- 1 :  nel 2003
- 1 :  nel 2005
- 1 :  nel 2005
- 1 :  nel 2009
- 1 :  nel 2009
- 1 :  nel 2011